# Concrete and Gold
Concrete and Gold è il nono album in studio del gruppo musicale statunitense Foo Fighters, pubblicato il 15 settembre 2017 dalla Roswell e dalla RCA Records.

## Descrizione
Prodotto da Greg Kurstin, noto per le sue collaborazioni con artisti pop quali Adele, Pink e Sia, l'uscita dell'album è stata anticipata dai singoli Run, The Sky Is a Neighborhood e The Line, il primo dei quali ha ottenuto un buon successo negli Stati Uniti raggiungendo la vetta della Mainstream Rock Airplay. È inoltre il primo album in studio del gruppo a figurare il tastierista Rami Jaffee in qualità di componente ufficiale della formazione.
Alla realizzazione del disco hanno contribuito anche svariati ospiti d'eccezione, quali Shawn Stockman dei Boyz II Men, Paul McCartney e Justin Timberlake.
Musicalmente, Concrete and Gold è stato descritto dal gruppo come un album in cui collidono estremi hard rock e sensibilità pop. I testi composti da Dave Grohl sono stati ispirati dalla calda atmosfera che si respirava durante le elezioni presidenziali negli Stati Uniti d'America del 2016 e la conseguente prima presidenza di Donald Trump.

## Tracce
Testi e musiche dei Foo Fighters.
1. T-Shirt – 1:22
2. Run – 5:23
3. Make It Right – 4:39
4. The Sky Is a Neighborhood – 4:04
5. La Dee Da – 4:02
6. Dirty Water – 5:20
7. Arrows – 4:26
8. Happy Ever After (Zero Hour) – 3:41
9. Sunday Rain – 6:11
10. The Line – 3:38
11. Concrete and Gold – 5:31

## Formazione
Gruppo
- Dave Grohl – voce (eccetto traccia 9), chitarra (eccetto traccia 8), percussioni (tracce 2 e 8), chitarra acustica (traccia 8)
- Chris Shiflett – chitarra, percussioni (tracce 2 e 8)
- Pat Smear – chitarra, percussioni (tracce 2 e 8)
- Nate Mendel – basso, percussioni (tracce 2 e 8)
- Rami Jaffee – pianoforte (tracce 1, 5 e 10), sintetizzatore (tracce 1, 6 e 9), mellotron (tracce 2, 7, 10 e 11), Casio SK1 (traccia 2), organo (tracce 2, 8, 9 e 10), percussioni (tracce 2 e 8), organo Farfisa (tracce 3 e 7), ARP String Ensemble (traccia 3), clavinet e reface (traccia 5), wurlitzer (tracce 6 e 9), organo a pompa (traccia 8), moog (traccia 11)
- Taylor Hawkins – batteria (eccetto traccia 9), cori (tracce 1, 3, 4, 7 e 10), percussioni (tracce 2, 6 e 8), voce (traccia 9)

Altri musicisti
- Taylor Greenwood – cori (traccia 1)
- Greg Kurstin – pianoforte (tracce 2, 7), sintetizzatore (tracce 6, 9), ARP String Ensemble (traccia 7), vibrafono (tracce 7, 10), bass synth (traccia 10)
- Justin Timberlake – cori (traccia 3)[12]
- Alison Mosshart – cori (tracce 4 e 5)
- Rachel Grace – violino (traccia 4)
- Ginny Luke – violino (traccia 4)
- Thomas Lea – viola (traccia 4)
- Kinga Bacik – violoncello (traccia 4)
- Dave Koz – sassofono (traccia 5)
- Inara George – cori (traccia 6)
- Jessy Greene – violino (tracce 8, 10), violoncello (traccia 11)
- Paul McCartney – batteria (traccia 9)
- Shawn Stockman – voce aggiuntiva (traccia 11)

Produzione
- Greg Kurstin – produzione
- Foo Fighters – produzione
- Darrell Thorp – ingegneria del suono, missaggio, mastering
- Alex Pasco – ingegneria del suono
- Julian Burg – ingegneria del suono
- Samon Rajabnik – ingegneria del suono
- Brenadan Dekora – ingegneria del suono
- Chaz Sexton – assistenza tecnica
- David Ives – mastering

## Classifiche
| Classifica (2017)          | Posizione massima |
| -------------------------- | ----------------- |
| Australia                  | 1                 |
| Austria                    | 1                 |
| Belgio (Fiandre)           | 1                 |
| Belgio (Vallonia)          | 4                 |
| Canada                     | 1                 |
| Danimarca                  | 2                 |
| Finlandia                  | 3                 |
| Francia                    | 7                 |
| Germania                   | 2                 |
| Giappone                   | 3                 |
| Grecia                     | 6                 |
| Irlanda                    | 1                 |
| Italia                     | 2                 |
| Norvegia                   | 1                 |
| Nuova Zelanda              | 1                 |
| Paesi Bassi                | 1                 |
| Polonia                    | 5                 |
| Portogallo                 | 2                 |
| Regno Unito                | 1                 |
| Regno Unito (rock & metal) | 1                 |
| Repubblica Ceca            | 1                 |
| Spagna                     | 3                 |
| Stati Uniti                | 1                 |
| Stati Uniti (alternative)  | 1                 |
| Stati Uniti (hard rock)    | 1                 |
| Stati Uniti (rock)         | 1                 |
| Stati Uniti (tastemakers)  | 1                 |
| Svezia                     | 2                 |
| Svizzera                   | 1                 |
| Ungheria                   | 6                 |